# T Близнецов
T Близнецов (лат. T Geminorum), HD 63334 — одиночная переменная звезда в созвездии Близнецов на расстоянии (вычисленном из значения параллакса) приблизительно 5,22 ± 0,42 тыс. световых лет (около 1,60 ± 0,13 килопарсека) от Солнца. Видимая звёздная величина звезды — от +15m до +8m, по другим данным от +14,0m до +8,7m. Периодичность около 288 дней.

## Характеристики
T Близнецов — красная пульсирующая переменная S-звезда, мирида (M) спектрального класса S1.5,5e-S9,5e, или S2-6/3-4e, или S3eZr2,5Ti2, или S4. Эффективная температура — около 3296 K.
В спектре наблюдаются интенсивные линии поглощения технеция.